# Copa Libertadores 2016
La Copa Libertadores 2016, denominada por motivos comerciales Copa Bridgestone Libertadores 2016, fue la quincuagésima séptima edición del torneo de clubes más importante de América del Sur, organizado por la Confederación Sudamericana de Fútbol en su centenario 100 (1916-2016), en la que participaron equipos de once países: Argentina, Bolivia, Brasil, Chile, Colombia, Ecuador, México, Paraguay, Perú, Uruguay y Venezuela. El certamen tuvo un receso entre los cuartos de final y las semifinales, debido a la disputa de la Copa América Centenario en Estados Unidos.
Esta edición fue la última que se disputó con el calendario semestral aplicado desde su edición inaugural de 1960, ya que Conmebol aprobó, en octubre de 2016, llevar a cabo el certamen entre los meses de febrero y diciembre a partir del año posterior. La modificación acabó motivando la deserción de los equipos mexicanos, por la imposibilidad de ajustarse al nuevo formato.
El campeón fue el equipo colombiano de Atlético Nacional, que logró así su segundo título en la competencia. 
Esta edición presenta la particularidad que fue la primera final de Copa Libertadores protagonizada por clubes de la ribera del Océano Pacífico (Colombia y Ecuador); pero es la segunda «final del pacífico» en un torneo continental Conmebol, la primera fue en la Copa Sudamericana 2011 donde se enfrentaron Liga de Quito y Universidad de Chile.
El conjunto verde alcanzó la consagración sumando un total de 33 puntos desde el inicio de la segunda fase hasta la final, lo que constituye un récord en un equipo campeón del certamen. Gracias al título, clasificó a la Copa Mundial de Clubes 2016, y jugó la Recopa Sudamericana 2017 contra Chapecoense de Brasil. También, accedió automáticamente a la fase de grupos de la Copa Libertadores 2017.

## Formato
Un total de 12 equipos —los 2 últimos clasificados del país del campeón vigente, y el último clasificado de cada uno de los restantes países— disputaron la primera fase, en la cual se establecieron seis llaves. Cada una tuvo a su respectivo ganador, que accedió a la segunda fase, a la que ya se encontraban clasificados los restantes 26 equipos, constituyéndose así ocho grupos de 4 equipos. Los dos primeros de cada zona pasaron a las fases finales, disputadas bajo el sistema de eliminación directa y compuestas por los octavos de final, los cuartos de final, las semifinales y la final, en la que se declaró al campeón.
|                            |                            | Equipos que entran en esta fase | Equipos que provienen de la fase anterior                                       |
| -------------------------- | -------------------------- | --- | ------------------------------------------------------------------------------- |
| Primera fase (12 equipos)  | Primera fase (12 equipos)  | - 1 equipo de Argentina, Bolivia, Brasil, Chile, Colombia, Ecuador, México, Paraguay, Perú, Uruguay y Venezuela - 1 equipo extra del país del campeón vigente |                                                                                 |
| Segunda fase (32 equipos)  | Segunda fase (32 equipos)  | - 4 equipos de Argentina y Brasil - 2 equipos de Bolivia, Chile, Colombia, Ecuador, México, Paraguay, Perú, Uruguay y Venezuela                               | - 6 equipos clasificados de la Primera fase                                     |
| Fases finales (16 equipos) | Fases finales (16 equipos) | | - 8 equipos primeros de la Segunda fase - 8 equipos segundos de la Segunda fase |

## Equipos participantes
| País                                | Equipo                                                                   | Vía de clasificación |
| ----------------------------------- | ------------------------------------------------------------------------ | --- |
| Argentina 5 cupos + campeón vigente | River Plate Boca Juniors San Lorenzo Rosario Central Racing Club Huracán | Campeón de la Copa Libertadores 2015 Campeón del Campeonato de Primera División 2015 y de la Copa Argentina 2014-15 Subcampeón del Campeonato de Primera División 2015 Subcampeón de la Copa Argentina 2014-15 Ganador de la Liguilla pre-Libertadores 2015 Mejor equipo ubicado en la Copa Sudamericana 2015                       |
| Bolivia 3 cupos                     | Bolívar The Strongest Oriente Petrolero                                  | Campeón del Torneo Apertura 2014 y del Torneo Clausura 2015 Mejor equipo ubicado en la tabla acumulada del Campeonato de Primera División 2014-15 2.º mejor equipo ubicado en la tabla acumulada del Campeonato de Primera División 2014-15                                                                                         |
| Brasil 5 cupos                      | Corinthians Palmeiras Atlético Mineiro Grêmio São Paulo                  | Campeón del Campeonato Brasileño de 2015 Campeón de la Copa de Brasil 2015 Subcampeón del Campeonato Brasileño de 2015 3.º puesto del Campeonato Brasileño de 2015 4.º puesto del Campeonato Brasileño de 2015 |
| Chile 3 cupos                       | Cobresal Colo-Colo Universidad de Chile                                  | Campeón del Torneo Clausura 2015 Campeón del Torneo Apertura 2015 Campeón de la Copa Chile 2015 |
| Colombia 3 cupos                    | Deportivo Cali Atlético Nacional Santa Fe                                | Campeón de Torneo Apertura 2015 Campeón del Torneo Finalización 2015 Campeón de la Copa Sudamericana 2015 |
| Ecuador 3 cupos                     | Emelec Liga de Quito Independiente del Valle                             | Campeón del Campeonato Ecuatoriano de 2015 Subcampeón del Campeonato Ecuatoriano de 2015 Mejor equipo ubicado en la tabla acumulada del Campeonato Ecuatoriano de 2015 |
| México 3 cupos                      | Pumas UNAM Toluca Puebla                                                 | Mejor equipo ubicado en la tabla general de la fase regular del Torneo Apertura 2015 no participante de la Concacaf Liga Campeones 2015-16 2.º mejor equipo ubicado en la tabla general de la fase regular del Torneo Apertura 2015 no participante de la Concacaf Liga Campeones 2015-16 Campeón de la Supercopa de México 2014-15 |
| Paraguay 3 cupos                    | Cerro Porteño Olimpia Guaraní                                            | Campeón en la temporada 2015 con mayor puntaje acumulado Campeón en la temporada 2015 con menor puntaje acumulado Mejor equipo ubicado en la tabla acumulada de la temporada 2015 |
| Perú 3 cupos                        | Melgar Sporting Cristal Universidad César Vallejo                        | Campeón del Campeonato Descentralizado 2015 Subcampeón del Campeonato Descentralizado 2015 3.º puesto del Campeonato Descentralizado 2015 |
| Uruguay 3 cupos                     | Nacional Peñarol River Plate                                             | Campeón del Campeonato Uruguayo 2014-15 Subcampeón del Campeonato Uruguayo 2014-15 Mejor equipo ubicado en la tabla anual del Campeonato Uruguayo 2014-15 |
| Venezuela 3 cupos                   | Deportivo Táchira Trujillanos Caracas                                    | Campeón de la Primera División Venezolana 2014-15 Subcampeón de la Primera División Venezolana 2014-15 Mejor equipo ubicado en la tabla acumulada de la Primera División Venezolana 2014-15 |

### Distribución geográfica de los equipos
Distribución geográfica de las sedes de los equipos participantes:

## Sorteo
El sorteo se realizó el 22 de diciembre de 2015 a las 21:00 (UTC-3) en Luque, Paraguay. Tras la reunión del Comité Ejecutivo de Conmebol, celebrada el lunes 21 de diciembre de 2015, se dio a conocer el Ranking Conmebol de la Copa Libertadores de América. Este ranking o clasificación determinó el posicionamiento de los clubes en los bolilleros del sorteo.
El sistema de puntaje consta de tres elementos clave:
- Performance de los últimos 10 años (puntaje de la Copa Libertadores de América 2006 - 2015).
- Coeficiente histórico (puntaje de la Copa Libertadores de América 1960 - 2005).
- Campeón del torneo local de su país (50 puntos al campeón) (2006 - 2015).

Entre paréntesis, se indica el orden de los clubes en el Ranking Conmebol.

### Bolilleros de la Primera fase
| Bombo 1 | Bombo 2 |
| --- | --- |
| - São Paulo (11) - Universidad de Chile (17) - Santa Fe (22) - Guaraní (29) - Racing Club (39) - Caracas (43) | - Oriente Petrolero (64) - Huracán (72) - Independiente del Valle (78) - Universidad César Vallejo (152) - River Plate - Puebla |

### Bolilleros de la Segunda fase
River Plate fue asignado como cabeza de serie del Grupo 1 en su condición de campeón vigente.
| Bombo 1 | Bombo 2 | Bombo 3 | Bombo 4                                                                                       |
| --- | --- | --- | --------------------------------------------------------------------------------------------- |
| - River Plate (2) (CV) - Boca Juniors (1) - Peñarol (3) - Nacional (5) - Olimpia (7) - Corinthians (9) - Atlético Mineiro (13) - San Lorenzo (14) | - Grêmio (16) - Emelec (18) - Cerro Porteño (19) - Atlético Nacional (20) - Bolívar (21) - Colo-Colo (24) - Palmeiras (31) - The Strongest (33) | - Liga de Quito (34) - Sporting Cristal (38) - Deportivo Cali (44) - Deportivo Táchira (49) - Rosario Central (71) - Melgar (108) - Cobresal (123) - Trujillanos (175) | - Pumas UNAM - Toluca - Ganador 1 - Ganador 2 - Ganador 3 - Ganador 4 - Ganador 5 - Ganador 6 |

## Primera fase
| Fechas            | Local en la ida              | Global | Local en la vuelta   | Ida | Vuelta | Llave     |
| ----------------- | ---------------------------- | ------ | -------------------- | --- | ------ | --------- |
| 4 y 11 de febrero | Oriente Petrolero            | 1:6    | Santa Fe             | 1:3 | 0:3    | Ganador 1 |
| 2 y 9 de febrero  | (v.) Huracán                 | 2:2    | Caracas              | 1:0 | 1:2    | Ganador 2 |
| 3 y 10 de febrero | Puebla                       | 2:3    | Racing Club          | 2:2 | 0:1    | Ganador 3 |
| 2 y 9 de febrero  | River Plate                  | 2:0    | Universidad de Chile | 2:0 | 0:0    | Ganador 4 |
| 4 y 11 de febrero | (v.) Independiente del Valle | 2:2    | Guaraní              | 1:0 | 1:2    | Ganador 5 |
| 3 y 10 de febrero | Universidad César Vallejo    | 1:2    | São Paulo            | 1:1 | 0:1    | Ganador 6 |

## Segunda fase
Los dos primeros equipos de cada grupo accedieron a los octavos de final. Los criterios de clasificación fueron los siguientes:
1. Puntos obtenidos.
2. Diferencia de goles.
3. Mayor cantidad de goles marcados.
4. Mayor cantidad de goles marcados como visitante.
5. Sorteo.

### Grupo 1
| Equipo        | Pts. | PJ | PG | PE | PP | GF | GC | DG  |
| ------------- | ---- | -- | -- | -- | -- | -- | -- | --- |
| River Plate   | 11   | 6  | 3  | 2  | 1  | 17 | 7  | 10  |
| São Paulo     | 9    | 6  | 2  | 3  | 1  | 11 | 5  | 6   |
| The Strongest | 8    | 6  | 2  | 2  | 2  | 6  | 11 | –5  |
| Trujillanos   | 4    | 6  | 1  | 1  | 4  | 7  | 18 | –11 |

| \| Fecha \| Lugar \| Local \| Resultado \| Visitante \| \| ------------- \| ------------ \| ------------- \| --------- \| ------------- \| \| 17 de febrero \| São Paulo \| São Paulo \| 0:1 \| The Strongest \| \| 25 de febrero \| Valera \| Trujillanos \| 0:4 \| River Plate \| \| 2 de marzo \| La Paz \| The Strongest \| 2:1 \| Trujillanos \| \| 10 de marzo \| Buenos Aires \| River Plate \| 1:1 \| São Paulo \| \| 16 de marzo \| La Paz \| The Strongest \| 1:1 \| River Plate \| \| 16 de marzo \| Valera \| Trujillanos \| 1:1 \| São Paulo \| \| 5 de abril \| São Paulo \| São Paulo \| 6:0 \| Trujillanos \| \| 6 de abril \| Buenos Aires \| River Plate \| 6:0 \| The Strongest \| \| 12 de abril \| Valera \| Trujillanos \| 2:1 \| The Strongest \| \| 13 de abril \| São Paulo \| São Paulo \| 2:1 \| River Plate \| \| 21 de abril \| Buenos Aires \| River Plate \| 4:3 \| Trujillanos \| \| 21 de abril \| La Paz \| The Strongest \| 1:1 \| São Paulo \| |              |               |           |               |
| Fecha | Lugar        | Local         | Resultado | Visitante     |
| 17 de febrero | São Paulo    | São Paulo     | 0:1       | The Strongest |
| 25 de febrero | Valera       | Trujillanos   | 0:4       | River Plate   |
| 2 de marzo | La Paz       | The Strongest | 2:1       | Trujillanos   |
| 10 de marzo | Buenos Aires | River Plate   | 1:1       | São Paulo     |
| 16 de marzo | La Paz       | The Strongest | 1:1       | River Plate   |
| 16 de marzo | Valera       | Trujillanos   | 1:1       | São Paulo     |
| 5 de abril | São Paulo    | São Paulo     | 6:0       | Trujillanos   |
| 6 de abril | Buenos Aires | River Plate   | 6:0       | The Strongest |
| 12 de abril | Valera       | Trujillanos   | 2:1       | The Strongest |
| 13 de abril | São Paulo    | São Paulo     | 2:1       | River Plate   |
| 21 de abril | Buenos Aires | River Plate   | 4:3       | Trujillanos   |
| 21 de abril | La Paz       | The Strongest | 1:1       | São Paulo     |

### Grupo 2
| Equipo          | Pts. | PJ | PG | PE | PP | GF | GC | DG |
| --------------- | ---- | -- | -- | -- | -- | -- | -- | -- |
| Rosario Central | 11   | 6  | 3  | 2  | 1  | 13 | 8  | 5  |
| Nacional        | 9    | 6  | 2  | 3  | 1  | 6  | 6  | 0  |
| Palmeiras       | 8    | 6  | 2  | 2  | 2  | 12 | 8  | 4  |
| River Plate     | 3    | 6  | 0  | 3  | 3  | 6  | 15 | –9 |

| \| Fecha \| Lugar \| Local \| Resultado \| Visitante \| \| ------------- \| ---------- \| --------------- \| --------- \| --------------- \| \| 16 de febrero \| Maldonado \| River Plate \| 2:2 \| Palmeiras \| \| 25 de febrero \| Rosario \| Rosario Central \| 1:1 \| Nacional \| \| 2 de marzo \| Montevideo \| Nacional \| 0:0 \| River Plate \| \| 3 de marzo \| São Paulo \| Palmeiras \| 2:0 \| Rosario Central \| \| 9 de marzo \| São Paulo \| Palmeiras \| 1:2 \| Nacional \| \| 9 de marzo \| Rosario \| Rosario Central \| 4:1 \| River Plate \| \| 17 de marzo \| Montevideo \| Nacional \| 1:0 \| Palmeiras \| \| 17 de marzo \| Montevideo \| River Plate \| 1:3 \| Rosario Central \| \| 6 de abril \| Rosario \| Rosario Central \| 3:3 \| Palmeiras \| \| 7 de abril \| Montevideo \| River Plate \| 2:2 \| Nacional \| \| 14 de abril \| Montevideo \| Nacional \| 0:2 \| Rosario Central \| \| 14 de abril \| São Paulo \| Palmeiras \| 4:0 \| River Plate \| |            |                 |           |                 |
| Fecha | Lugar      | Local           | Resultado | Visitante       |
| 16 de febrero | Maldonado  | River Plate     | 2:2       | Palmeiras       |
| 25 de febrero | Rosario    | Rosario Central | 1:1       | Nacional        |
| 2 de marzo | Montevideo | Nacional        | 0:0       | River Plate     |
| 3 de marzo | São Paulo  | Palmeiras       | 2:0       | Rosario Central |
| 9 de marzo | São Paulo  | Palmeiras       | 1:2       | Nacional        |
| 9 de marzo | Rosario    | Rosario Central | 4:1       | River Plate     |
| 17 de marzo | Montevideo | Nacional        | 1:0       | Palmeiras       |
| 17 de marzo | Montevideo | River Plate     | 1:3       | Rosario Central |
| 6 de abril | Rosario    | Rosario Central | 3:3       | Palmeiras       |
| 7 de abril | Montevideo | River Plate     | 2:2       | Nacional        |
| 14 de abril | Montevideo | Nacional        | 0:2       | Rosario Central |
| 14 de abril | São Paulo  | Palmeiras       | 4:0       | River Plate     |

### Grupo 3
| Equipo         | Pts. | PJ | PG | PE | PP | GF | GC | DG  |
| -------------- | ---- | -- | -- | -- | -- | -- | -- | --- |
| Boca Juniors   | 12   | 6  | 3  | 3  | 0  | 11 | 4  | 7   |
| Racing Club    | 9    | 6  | 2  | 3  | 1  | 11 | 7  | 4   |
| Bolívar        | 6    | 6  | 1  | 3  | 2  | 10 | 10 | 0   |
| Deportivo Cali | 3    | 6  | 0  | 3  | 3  | 7  | 18 | –11 |

| \| Fecha \| Lugar \| Local \| Resultado \| Visitante \| \| ------------- \| ------------ \| -------------- \| --------- \| -------------- \| \| 24 de febrero \| Avellaneda \| Racing Club \| 4:1 \| Bolívar \| \| 24 de febrero \| Palmira \| Deportivo Cali \| 0:0 \| Boca Juniors \| \| 3 de marzo \| Buenos Aires \| Boca Juniors \| 0:0 \| Racing Club \| \| 3 de marzo \| La Paz \| Bolívar \| 5:0 \| Deportivo Cali \| \| 10 de marzo \| La Paz \| Bolívar \| 1:1 \| Boca Juniors \| \| 17 de marzo \| Palmira \| Deportivo Cali \| 2:2 \| Racing Club \| \| 7 de abril \| Buenos Aires \| Boca Juniors \| 3:1 \| Bolívar \| \| 7 de abril \| Avellaneda \| Racing Club \| 4:2 \| Deportivo Cali \| \| 13 de abril \| Avellaneda \| Racing Club \| 0ː1 \| Boca Juniors \| \| 14 de abril \| Palmira \| Deportivo Cali \| 1:1 \| Bolívar \| \| 20 de abril \| Buenos Aires \| Boca Juniors \| 6:2 \| Deportivo Cali \| \| 20 de abril \| La Paz \| Bolívar \| 1:1 \| Racing Club \| |              |                |           |                |
| Fecha | Lugar        | Local          | Resultado | Visitante      |
| 24 de febrero | Avellaneda   | Racing Club    | 4:1       | Bolívar        |
| 24 de febrero | Palmira      | Deportivo Cali | 0:0       | Boca Juniors   |
| 3 de marzo | Buenos Aires | Boca Juniors   | 0:0       | Racing Club    |
| 3 de marzo | La Paz       | Bolívar        | 5:0       | Deportivo Cali |
| 10 de marzo | La Paz       | Bolívar        | 1:1       | Boca Juniors   |
| 17 de marzo | Palmira      | Deportivo Cali | 2:2       | Racing Club    |
| 7 de abril | Buenos Aires | Boca Juniors   | 3:1       | Bolívar        |
| 7 de abril | Avellaneda   | Racing Club    | 4:2       | Deportivo Cali |
| 13 de abril | Avellaneda   | Racing Club    | 0ː1       | Boca Juniors   |
| 14 de abril | Palmira      | Deportivo Cali | 1:1       | Bolívar        |
| 20 de abril | Buenos Aires | Boca Juniors   | 6:2       | Deportivo Cali |
| 20 de abril | La Paz       | Bolívar        | 1:1       | Racing Club    |

### Grupo 4
| Equipo            | Pts. | PJ | PG | PE | PP | GF | GC | DG |
| ----------------- | ---- | -- | -- | -- | -- | -- | -- | -- |
| Atlético Nacional | 16   | 6  | 5  | 1  | 0  | 12 | 0  | 12 |
| Huracán           | 8    | 6  | 2  | 2  | 2  | 7  | 7  | 0  |
| Peñarol           | 5    | 6  | 1  | 2  | 3  | 5  | 11 | –6 |
| Sporting Cristal  | 4    | 6  | 1  | 1  | 4  | 9  | 15 | –6 |

| \| Fecha \| Lugar \| Local \| Resultado \| Visitante \| \| ------------- \| ------------ \| ----------------- \| --------- \| ----------------- \| \| 18 de febrero \| Lima \| Sporting Cristal \| 1:1 \| Peñarol \| \| 23 de febrero \| Buenos Aires \| Huracán \| 0:2 \| Atlético Nacional \| \| 1 de marzo \| Montevideo \| Peñarol \| 0:1 \| Huracán \| \| 1 de marzo \| Medellín \| Atlético Nacional \| 3:0 \| Sporting Cristal \| \| 8 de marzo \| Medellín \| Atlético Nacional \| 2:0 \| Peñarol \| \| 8 de marzo \| Lima \| Sporting Cristal \| 3:2 \| Huracán \| \| 15 de marzo \| Montevideo \| Peñarol \| 0:4 \| Atlético Nacional \| \| 5 de abril \| Buenos Aires \| Huracán \| 4:2 \| Sporting Cristal \| \| 12 de abril \| Buenos Aires \| Huracán \| 0:0 \| Peñarol \| \| 12 de abril \| Lima \| Sporting Cristal \| 0:1 \| Atlético Nacional \| \| 19 de abril \| Montevideo \| Peñarol \| 4:3 \| Sporting Cristal \| \| 19 de abril \| Medellín \| Atlético Nacional \| 0:0 \| Huracán \| |              |                   |           |                   |
| Fecha | Lugar        | Local             | Resultado | Visitante         |
| 18 de febrero | Lima         | Sporting Cristal  | 1:1       | Peñarol           |
| 23 de febrero | Buenos Aires | Huracán           | 0:2       | Atlético Nacional |
| 1 de marzo | Montevideo   | Peñarol           | 0:1       | Huracán           |
| 1 de marzo | Medellín     | Atlético Nacional | 3:0       | Sporting Cristal  |
| 8 de marzo | Medellín     | Atlético Nacional | 2:0       | Peñarol           |
| 8 de marzo | Lima         | Sporting Cristal  | 3:2       | Huracán           |
| 15 de marzo | Montevideo   | Peñarol           | 0:4       | Atlético Nacional |
| 5 de abril | Buenos Aires | Huracán           | 4:2       | Sporting Cristal  |
| 12 de abril | Buenos Aires | Huracán           | 0:0       | Peñarol           |
| 12 de abril | Lima         | Sporting Cristal  | 0:1       | Atlético Nacional |
| 19 de abril | Montevideo   | Peñarol           | 4:3       | Sporting Cristal  |
| 19 de abril | Medellín     | Atlético Nacional | 0:0       | Huracán           |

### Grupo 5
| Equipo                  | Pts. | PJ | PG | PE | PP | GF | GC | DG  |
| ----------------------- | ---- | -- | -- | -- | -- | -- | -- | --- |
| Atlético Mineiro        | 13   | 6  | 4  | 1  | 1  | 12 | 4  | 8   |
| Independiente del Valle | 11   | 6  | 3  | 2  | 1  | 7  | 4  | 3   |
| Colo-Colo               | 9    | 6  | 2  | 3  | 1  | 4  | 5  | –1  |
| Melgar                  | 0    | 6  | 0  | 0  | 6  | 2  | 12 | –10 |

| \| Fecha \| Lugar \| Local \| Resultado \| Visitante \| \| ------------- \| -------------- \| ----------------------- \| --------- \| ----------------------- \| \| 17 de febrero \| Arequipa \| Melgar \| 1:2 \| Atlético Mineiro \| \| 18 de febrero \| Sangolquí \| Independiente del Valle \| 1:1 \| Colo-Colo \| \| 24 de febrero \| Santiago \| Colo-Colo \| 1:0 \| Melgar \| \| 24 de febrero \| Belo Horizonte \| Atlético Mineiro \| 1:0 \| Independiente del Valle \| \| 1 de marzo \| Arequipa \| Melgar \| 0:1 \| Independiente del Valle \| \| 10 de marzo \| Santiago \| Colo-Colo \| 0:0 \| Atlético Mineiro \| \| 15 de marzo \| Sangolquí \| Independiente del Valle \| 2:0 \| Melgar \| \| 16 de marzo \| Belo Horizonte \| Atlético Mineiro \| 3:0 \| Colo-Colo \| \| 6 de abril \| Sangolquí \| Independiente del Valle \| 3:2 \| Atlético Mineiro \| \| 7 de abril \| Arequipa \| Melgar \| 1:2 \| Colo-Colo \| \| 14 de abril \| Belo Horizonte \| Atlético Mineiro \| 4:0 \| Melgar \| \| 14 de abril \| Santiago \| Colo-Colo \| 0:0 \| Independiente del Valle \| |                |                         |           |                         |
| Fecha | Lugar          | Local                   | Resultado | Visitante               |
| 17 de febrero | Arequipa       | Melgar                  | 1:2       | Atlético Mineiro        |
| 18 de febrero | Sangolquí      | Independiente del Valle | 1:1       | Colo-Colo               |
| 24 de febrero | Santiago       | Colo-Colo               | 1:0       | Melgar                  |
| 24 de febrero | Belo Horizonte | Atlético Mineiro        | 1:0       | Independiente del Valle |
| 1 de marzo | Arequipa       | Melgar                  | 0:1       | Independiente del Valle |
| 10 de marzo | Santiago       | Colo-Colo               | 0:0       | Atlético Mineiro        |
| 15 de marzo | Sangolquí      | Independiente del Valle | 2:0       | Melgar                  |
| 16 de marzo | Belo Horizonte | Atlético Mineiro        | 3:0       | Colo-Colo               |
| 6 de abril | Sangolquí      | Independiente del Valle | 3:2       | Atlético Mineiro        |
| 7 de abril | Arequipa       | Melgar                  | 1:2       | Colo-Colo               |
| 14 de abril | Belo Horizonte | Atlético Mineiro        | 4:0       | Melgar                  |
| 14 de abril | Santiago       | Colo-Colo               | 0:0       | Independiente del Valle |

### Grupo 6
| Equipo        | Pts. | PJ | PG | PE | PP | GF | GC | DG |
| ------------- | ---- | -- | -- | -- | -- | -- | -- | -- |
| Toluca        | 13   | 6  | 4  | 1  | 1  | 9  | 5  | 4  |
| Grêmio        | 11   | 6  | 3  | 2  | 1  | 10 | 6  | 4  |
| San Lorenzo   | 4    | 6  | 0  | 4  | 2  | 5  | 8  | –3 |
| Liga de Quito | 4    | 6  | 1  | 1  | 4  | 7  | 12 | –5 |

| \| Fecha \| Lugar \| Local \| Resultado \| Visitante \| \| ------------- \| ------------ \| ------------- \| --------- \| ------------- \| \| 17 de febrero \| Toluca \| Toluca \| 2:0 \| Grêmio \| \| 23 de febrero \| Quito \| Liga de Quito \| 2:0 \| San Lorenzo \| \| 2 de marzo \| Buenos Aires \| San Lorenzo \| 1:1 \| Toluca \| \| 2 de marzo \| Porto Alegre \| Grêmio \| 4:0 \| Liga de Quito \| \| 9 de marzo \| Porto Alegre \| Grêmio \| 1:1 \| San Lorenzo \| \| 10 de marzo \| Quito \| Liga de Quito \| 1:2 \| Toluca \| \| 15 de marzo \| Buenos Aires \| San Lorenzo \| 1:1 \| Grêmio \| \| 5 de abril \| Toluca \| Toluca \| 2:1 \| Liga de Quito \| \| 12 de abril \| Toluca \| Toluca \| 2:1 \| San Lorenzo \| \| 13 de abril \| Quito \| Liga de Quito \| 2:3 \| Grêmio \| \| 19 de abril \| Buenos Aires \| San Lorenzo \| 1:1 \| Liga de Quito \| \| 19 de abril \| Porto Alegre \| Grêmio \| 1:0 \| Toluca \| |              |               |           |               |
| Fecha | Lugar        | Local         | Resultado | Visitante     |
| 17 de febrero | Toluca       | Toluca        | 2:0       | Grêmio        |
| 23 de febrero | Quito        | Liga de Quito | 2:0       | San Lorenzo   |
| 2 de marzo | Buenos Aires | San Lorenzo   | 1:1       | Toluca        |
| 2 de marzo | Porto Alegre | Grêmio        | 4:0       | Liga de Quito |
| 9 de marzo | Porto Alegre | Grêmio        | 1:1       | San Lorenzo   |
| 10 de marzo | Quito        | Liga de Quito | 1:2       | Toluca        |
| 15 de marzo | Buenos Aires | San Lorenzo   | 1:1       | Grêmio        |
| 5 de abril | Toluca       | Toluca        | 2:1       | Liga de Quito |
| 12 de abril | Toluca       | Toluca        | 2:1       | San Lorenzo   |
| 13 de abril | Quito        | Liga de Quito | 2:3       | Grêmio        |
| 19 de abril | Buenos Aires | San Lorenzo   | 1:1       | Liga de Quito |
| 19 de abril | Porto Alegre | Grêmio        | 1:0       | Toluca        |

### Grupo 7
| Equipo            | Pts. | PJ | PG | PE | PP | GF | GC | DG |
| ----------------- | ---- | -- | -- | -- | -- | -- | -- | -- |
| Pumas UNAM        | 15   | 6  | 5  | 0  | 1  | 17 | 8  | 9  |
| Deportivo Táchira | 9    | 6  | 3  | 0  | 3  | 6  | 11 | –5 |
| Olimpia           | 7    | 6  | 2  | 1  | 3  | 12 | 12 | 0  |
| Emelec            | 4    | 6  | 1  | 1  | 4  | 10 | 14 | –4 |

| \| Fecha \| Lugar \| Local \| Resultado \| Visitante \| \| ------------- \| ------------------ \| ----------------- \| --------- \| ----------------- \| \| 16 de febrero \| San Cristóbal \| Deportivo Táchira \| 2:1 \| Olimpia \| \| 18 de febrero \| Ciudad de México \| Pumas UNAM \| 4:2 \| Emelec \| \| 25 de febrero \| Portoviejo[11][12] \| Emelec \| 2:0 \| Deportivo Táchira \| \| 1 de marzo \| Asunción \| Olimpia \| 0:2 \| Pumas UNAM \| \| 8 de marzo \| Manta \| Emelec \| 2:2 \| Olimpia \| \| 9 de marzo \| San Cristóbal \| Deportivo Táchira \| 2:0 \| Pumas UNAM \| \| 17 de marzo \| Asunción \| Olimpia \| 4:2 \| Emelec \| \| 17 de marzo \| Ciudad de México \| Pumas UNAM \| 4:1 \| Deportivo Táchira \| \| 5 de abril \| San Cristóbal \| Deportivo Táchira \| 1:0 \| Emelec \| \| 6 de abril \| Ciudad de México \| Pumas UNAM \| 4:1 \| Olimpia \| \| 13 de abril \| Asunción \| Olimpia \| 4:0 \| Deportivo Táchira \| \| 13 de abril \| Manta \| Emelec \| 2:3 \| Pumas UNAM \| |                  |                   |           |                   |
| Fecha | Lugar            | Local             | Resultado | Visitante         |
| 16 de febrero | San Cristóbal    | Deportivo Táchira | 2:1       | Olimpia           |
| 18 de febrero | Ciudad de México | Pumas UNAM        | 4:2       | Emelec            |
| 25 de febrero | Portoviejo       | Emelec            | 2:0       | Deportivo Táchira |
| 1 de marzo | Asunción         | Olimpia           | 0:2       | Pumas UNAM        |
| 8 de marzo | Manta            | Emelec            | 2:2       | Olimpia           |
| 9 de marzo | San Cristóbal    | Deportivo Táchira | 2:0       | Pumas UNAM        |
| 17 de marzo | Asunción         | Olimpia           | 4:2       | Emelec            |
| 17 de marzo | Ciudad de México | Pumas UNAM        | 4:1       | Deportivo Táchira |
| 5 de abril | San Cristóbal    | Deportivo Táchira | 1:0       | Emelec            |
| 6 de abril | Ciudad de México | Pumas UNAM        | 4:1       | Olimpia           |
| 13 de abril | Asunción         | Olimpia           | 4:0       | Deportivo Táchira |
| 13 de abril | Manta            | Emelec            | 2:3       | Pumas UNAM        |

### Grupo 8
| Equipo        | Pts. | PJ | PG | PE | PP | GF | GC | DG  |
| ------------- | ---- | -- | -- | -- | -- | -- | -- | --- |
| Corinthians   | 13   | 6  | 4  | 1  | 1  | 13 | 4  | 9   |
| Cerro Porteño | 10   | 6  | 3  | 1  | 2  | 6  | 7  | –1  |
| Santa Fe      | 8    | 6  | 2  | 2  | 2  | 6  | 4  | 2   |
| Cobresal      | 3    | 6  | 1  | 0  | 5  | 4  | 14 | –10 |

| \| Fecha \| Lugar \| Local \| Resultado \| Visitante \| \| ------------- \| ----------- \| ------------- \| --------- \| ------------- \| \| 16 de febrero \| Bogotá \| Santa Fe \| 0:0 \| Cerro Porteño \| \| 17 de febrero \| El Salvador \| Cobresal \| 0:1 \| Corinthians \| \| 25 de febrero \| Asunción \| Cerro Porteño \| 2:1 \| Cobresal \| \| 2 de marzo \| São Paulo \| Corinthians \| 1:0 \| Santa Fe \| \| 9 de marzo \| El Salvador \| Cobresal \| 1:2 \| Santa Fe \| \| 9 de marzo \| Asunción \| Cerro Porteño \| 3:2 \| Corinthians \| \| 15 de marzo \| Bogotá \| Santa Fe \| 3:0 \| Cobresal \| \| 16 de marzo \| São Paulo \| Corinthians \| 2:0 \| Cerro Porteño \| \| 6 de abril \| Bogotá \| Santa Fe \| 1:1 \| Corinthians \| \| 13 de abril \| El Salvador \| Cobresal \| 2:0 \| Cerro Porteño \| \| 20 de abril \| São Paulo \| Corinthians \| 6:0 \| Cobresal \| \| 20 de abril \| Asunción \| Cerro Porteño \| 1:0 \| Santa Fe \| |             |               |           |               |
| Fecha | Lugar       | Local         | Resultado | Visitante     |
| 16 de febrero | Bogotá      | Santa Fe      | 0:0       | Cerro Porteño |
| 17 de febrero | El Salvador | Cobresal      | 0:1       | Corinthians   |
| 25 de febrero | Asunción    | Cerro Porteño | 2:1       | Cobresal      |
| 2 de marzo | São Paulo   | Corinthians   | 1:0       | Santa Fe      |
| 9 de marzo | El Salvador | Cobresal      | 1:2       | Santa Fe      |
| 9 de marzo | Asunción    | Cerro Porteño | 3:2       | Corinthians   |
| 15 de marzo | Bogotá      | Santa Fe      | 3:0       | Cobresal      |
| 16 de marzo | São Paulo   | Corinthians   | 2:0       | Cerro Porteño |
| 6 de abril | Bogotá      | Santa Fe      | 1:1       | Corinthians   |
| 13 de abril | El Salvador | Cobresal      | 2:0       | Cerro Porteño |
| 20 de abril | São Paulo   | Corinthians   | 6:0       | Cobresal      |
| 20 de abril | Asunción    | Cerro Porteño | 1:0       | Santa Fe      |

## Fases finales
A partir de aquí, los dieciséis equipos clasificados disputaron una serie de eliminatorias a ida y vuelta, hasta consagrar al campeón.
Las fases finales estuvieron compuestas por cuatro etapas: octavos, cuartos, semifinales y final. A los fines de establecer las llaves de la primera etapa, los dieciséis equipos fueron ordenados en dos tablas, una con los clasificados como primeros (numerados del 1 al 8 de acuerdo con su desempeño en la segunda fase, determinada según los criterios de clasificación), y otra con aquellos clasificados como segundos (numerados del 9 al 16, con el mismo criterio), enfrentándose en octavos de final el 1 con el 16, el 2 con el 15, el 3 con el 14, y así sucesivamente. Durante todo el desarrollo de las fases finales, el equipo que ostentara menor número de orden que su rival de turno ejerció la localía en el partido de vuelta. En caso de que dos equipos de un mismo país alcanzaran la ronda de semifinales, se debía alterar, de ser necesario, el orden de las llaves para que ambos se enfrentaran en la mencionada instancia, a fin de evitar que puedan cruzarse en la final.

### Tabla de primeros
| N.º | Equipo            | Pts. | PJ | PG | PE | PP | GF | GC | DG |
| --- | ----------------- | ---- | -- | -- | -- | -- | -- | -- | -- |
| 1   | Atlético Nacional | 16   | 6  | 5  | 1  | 0  | 12 | 0  | 12 |
| 2   | Pumas UNAM        | 15   | 6  | 5  | 0  | 1  | 17 | 8  | 9  |
| 3   | Corinthians       | 13   | 6  | 4  | 1  | 1  | 13 | 4  | 9  |
| 4   | Atlético Mineiro  | 13   | 6  | 4  | 1  | 1  | 12 | 4  | 8  |
| 5   | Toluca            | 13   | 6  | 4  | 1  | 1  | 9  | 5  | 4  |
| 6   | Boca Juniors      | 12   | 6  | 3  | 3  | 0  | 11 | 4  | 7  |
| 7   | River Plate       | 11   | 6  | 3  | 2  | 1  | 17 | 7  | 10 |
| 8   | Rosario Central   | 11   | 6  | 3  | 2  | 1  | 13 | 8  | 5  |

### Tabla de segundos
| N.º | Equipo                  | Pts. | PJ | PG | PE | PP | GF | GC | DG |
| --- | ----------------------- | ---- | -- | -- | -- | -- | -- | -- | -- |
| 9   | Grêmio                  | 11   | 6  | 3  | 2  | 1  | 10 | 6  | 4  |
| 10  | Independiente del Valle | 11   | 6  | 3  | 2  | 1  | 7  | 4  | 3  |
| 11  | Cerro Porteño           | 10   | 6  | 3  | 1  | 2  | 6  | 7  | –1 |
| 12  | São Paulo               | 9    | 6  | 2  | 3  | 1  | 11 | 5  | 6  |
| 13  | Racing Club             | 9    | 6  | 2  | 3  | 1  | 11 | 7  | 4  |
| 14  | Nacional                | 9    | 6  | 2  | 3  | 1  | 6  | 6  | 0  |
| 15  | Deportivo Táchira       | 9    | 6  | 3  | 0  | 3  | 6  | 11 | –5 |
| 16  | Huracán                 | 8    | 6  | 2  | 2  | 2  | 7  | 7  | 0  |

### Cuadro de desarrollo
|  | Octavos de final         | Octavos de final         | Octavos de final         | Octavos de final         | Octavos de final         |   |       | Cuartos de final  | Cuartos de final | Cuartos de final | Cuartos de final | Cuartos de final |  |    | Semifinales             | Semifinales      | Semifinales      | Semifinales      | Semifinales      |  |   | Final             | Final            | Final            | Final            | Final            |  |
|  | 26 de abril al 5 de mayo | 26 de abril al 5 de mayo | 26 de abril al 5 de mayo | 26 de abril al 5 de mayo | 26 de abril al 5 de mayo |   |       | 11 al 24 de mayo  | 11 al 24 de mayo | 11 al 24 de mayo | 11 al 24 de mayo | 11 al 24 de mayo |  |    | 6 al 14 de julio        | 6 al 14 de julio | 6 al 14 de julio | 6 al 14 de julio | 6 al 14 de julio |  |   | 20 y 27 de julio  | 20 y 27 de julio | 20 y 27 de julio | 20 y 27 de julio | 20 y 27 de julio |  |
|  |                          |                          |                          |                          |                          |   |       |                   |                  |                  |                  |                  |  |    |                         |                  |                  |                  |                  |  |   |                   |                  |                  |                  |                  |  |
|  |                          |                          |                          |                          |                          |   |       |                   |                  |                  |                  |                  |  |    |                         |                  |                  |                  |                  |  |   |                   |                  |                  |                  |                  |  |
|  | 1                        | Atlético Nacional        | 0                        | 4                        | 4                        |   |       |                   |                  |                  |                  |                  |  |    |                         |                  |                  |                  |                  |  |   |                   |                  |                  |                  |                  |  |
|  | 1                        | Atlético Nacional        | 0                        | 4                        | 4                        |   |       |                   |                  |                  |                  |                  |  |    |                         |                  |                  |                  |                  |  |   |                   |                  |                  |                  |                  |  |
|  | 16                       | Huracán                  | 0                        | 2                        | 2                        |   |       |                   |                  |                  |                  |                  |  |    |                         |                  |                  |                  |                  |  |   |                   |                  |                  |                  |                  |  |
|  | 16                       | Huracán                  | 0                        | 2                        | 2                        |   | 1     | Atlético Nacional | 0                | 3                | 3                |                  |  |    |                         |                  |                  |                  |                  |  |   |                   |                  |                  |                  |                  |  |
|  |                          |                          |                          |                          |                          |   | 1     | Atlético Nacional | 0                | 3                | 3                |                  |  |    |                         |                  |                  |                  |                  |  |   |                   |                  |                  |                  |                  |  |
|  |                          |                          | 8                        | Rosario Central          | 1                        | 1 | 2     |                   |                  |                  |                  |                  |  |    |                         |                  |                  |                  |                  |  |   |                   |                  |                  |                  |                  |  |
|  | 8                        | Rosario Central          | 8                        | Rosario Central          | 1                        | 1 | 2     | 1                 | 3                | 4                |                  |                  |  |    |                         |                  |                  |                  |                  |  |   |                   |                  |                  |                  |                  |  |
|  | 8                        | Rosario Central          |                          |                          |                          |   |       |                   |                  | 4                |                  |                  |  |    |                         |                  |                  |                  |                  |  |   |                   |                  |                  |                  |                  |  |
|  | 9                        | Grêmio                   | 0                        | 0                        | 0                        |   |       |                   |                  |                  |                  |                  |  |    |                         |                  |                  |                  |                  |  |   |                   |                  |                  |                  |                  |  |
|  | 9                        | Grêmio                   | 0                        | 0                        | 0                        |   |       |                   |                  |                  |                  |                  |  | 1  | Atlético Nacional       | 2                | 2                | 4                |                  |  |   |                   |                  |                  |                  |                  |  |
|  |                          |                          |                          |                          |                          |   |       |                   |                  |                  |                  |                  |  | 1  | Atlético Nacional       | 2                | 2                | 4                |                  |  |   |                   |                  |                  |                  |                  |  |
|  |                          |                          | 12                       | São Paulo                | 0                        | 1 | 1     |                   |                  |                  |                  |                  |  |    |                         |                  |                  |                  |                  |  |   |                   |                  |                  |                  |                  |  |
|  | 4                        | Atlético Mineiro         | 12                       | São Paulo                | 0                        | 1 | 1     | 0                 | 2                | 2                |                  |                  |  |    |                         |                  |                  |                  |                  |  |   |                   |                  |                  |                  |                  |  |
|  | 4                        | Atlético Mineiro         |                          |                          |                          |   |       |                   |                  | 2                |                  |                  |  |    |                         |                  |                  |                  |                  |  |   |                   |                  |                  |                  |                  |  |
|  | 13                       | Racing Club              | 0                        | 1                        | 1                        |   |       |                   |                  |                  |                  |                  |  |    |                         |                  |                  |                  |                  |  |   |                   |                  |                  |                  |                  |  |
|  | 13                       | Racing Club              | 0                        | 1                        | 1                        |   | 4     | Atlético Mineiro  | 0                | 2                | 2                |                  |  |    |                         |                  |                  |                  |                  |  |   |                   |                  |                  |                  |                  |  |
|  |                          |                          |                          |                          |                          |   | 4     | Atlético Mineiro  | 0                | 2                | 2                |                  |  |    |                         |                  |                  |                  |                  |  |   |                   |                  |                  |                  |                  |  |
|  |                          |                          | 12                       | São Paulo (v.)           | 1                        | 1 | 2     |                   |                  |                  |                  |                  |  |    |                         |                  |                  |                  |                  |  |   |                   |                  |                  |                  |                  |  |
|  | 5                        | Toluca                   | 12                       | São Paulo (v.)           | 1                        | 1 | 2     | 0                 | 3                | 3                |                  |                  |  |    |                         |                  |                  |                  |                  |  |   |                   |                  |                  |                  |                  |  |
|  | 5                        | Toluca                   |                          |                          |                          |   |       |                   |                  | 3                |                  |                  |  |    |                         |                  |                  |                  |                  |  |   |                   |                  |                  |                  |                  |  |
|  | 12                       | São Paulo                | 4                        | 1                        | 5                        |   |       |                   |                  |                  |                  |                  |  |    |                         |                  |                  |                  |                  |  |   |                   |                  |                  |                  |                  |  |
|  | 12                       | São Paulo                | 4                        | 1                        | 5                        |   |       |                   |                  |                  |                  |                  |  |    |                         |                  |                  |                  |                  |  | 1 | Atlético Nacional | 1                | 1                | 2                |                  |  |
|  |                          |                          |                          |                          |                          |   |       |                   |                  |                  |                  |                  |  |    |                         |                  |                  |                  |                  |  | 1 | Atlético Nacional | 1                | 1                | 2                |                  |  |
|  |                          |                          | 10                       | Independiente del Valle  | 1                        | 0 | 1     |                   |                  |                  |                  |                  |  |    |                         |                  |                  |                  |                  |  |   |                   |                  |                  |                  |                  |  |
|  | 2                        | Pumas UNAM               | 10                       | Independiente del Valle  | 1                        | 0 | 1     | 0                 | 2                | 2                |                  |                  |  |    |                         |                  |                  |                  |                  |  |   |                   |                  |                  |                  |                  |  |
|  | 2                        | Pumas UNAM               |                          |                          |                          |   |       |                   |                  | 2                |                  |                  |  |    |                         |                  |                  |                  |                  |  |   |                   |                  |                  |                  |                  |  |
|  | 15                       | Deportivo Táchira        | 1                        | 0                        | 1                        |   |       |                   |                  |                  |                  |                  |  |    |                         |                  |                  |                  |                  |  |   |                   |                  |                  |                  |                  |  |
|  | 15                       | Deportivo Táchira        | 1                        | 0                        | 1                        |   | 2     | Pumas UNAM        | 1                | 2                | 3 (3)            |                  |  |    |                         |                  |                  |                  |                  |  |   |                   |                  |                  |                  |                  |  |
|  |                          |                          |                          |                          |                          |   | 2     | Pumas UNAM        | 1                | 2                | 3 (3)            |                  |  |    |                         |                  |                  |                  |                  |  |   |                   |                  |                  |                  |                  |  |
|  |                          |                          | 10                       | Independiente del Valle  | 2                        | 1 | 3 (5) |                   |                  |                  |                  |                  |  |    |                         |                  |                  |                  |                  |  |   |                   |                  |                  |                  |                  |  |
|  | 7                        | River Plate              | 10                       | Independiente del Valle  | 2                        | 1 | 3 (5) | 0                 | 1                | 1                |                  |                  |  |    |                         |                  |                  |                  |                  |  |   |                   |                  |                  |                  |                  |  |
|  | 7                        | River Plate              |                          |                          |                          |   |       |                   |                  | 1                |                  |                  |  |    |                         |                  |                  |                  |                  |  |   |                   |                  |                  |                  |                  |  |
|  | 10                       | Independiente del Valle  | 2                        | 0                        | 2                        |   |       |                   |                  |                  |                  |                  |  |    |                         |                  |                  |                  |                  |  |   |                   |                  |                  |                  |                  |  |
|  | 10                       | Independiente del Valle  | 2                        | 0                        | 2                        |   |       |                   |                  |                  |                  |                  |  | 10 | Independiente del Valle | 2                | 3                | 5                |                  |  |   |                   |                  |                  |                  |                  |  |
|  |                          |                          |                          |                          |                          |   |       |                   |                  |                  |                  |                  |  | 10 | Independiente del Valle | 2                | 3                | 5                |                  |  |   |                   |                  |                  |                  |                  |  |
|  |                          |                          | 6                        | Boca Juniors             | 1                        | 2 | 3     |                   |                  |                  |                  |                  |  |    |                         |                  |                  |                  |                  |  |   |                   |                  |                  |                  |                  |  |
|  | 3                        | Corinthians              | 6                        | Boca Juniors             | 1                        | 2 | 3     | 0                 | 2                | 2                |                  |                  |  |    |                         |                  |                  |                  |                  |  |   |                   |                  |                  |                  |                  |  |
|  | 3                        | Corinthians              |                          |                          |                          |   |       |                   |                  | 2                |                  |                  |  |    |                         |                  |                  |                  |                  |  |   |                   |                  |                  |                  |                  |  |
|  | 14                       | Nacional (v.)            | 0                        | 2                        | 2                        |   |       |                   |                  |                  |                  |                  |  |    |                         |                  |                  |                  |                  |  |   |                   |                  |                  |                  |                  |  |
|  | 14                       | Nacional (v.)            | 0                        | 2                        | 2                        |   | 14    | Nacional          | 1                | 1                | 2 (3)            |                  |  |    |                         |                  |                  |                  |                  |  |   |                   |                  |                  |                  |                  |  |
|  |                          |                          |                          |                          |                          |   | 14    | Nacional          | 1                | 1                | 2 (3)            |                  |  |    |                         |                  |                  |                  |                  |  |   |                   |                  |                  |                  |                  |  |
|  |                          |                          | 6                        | Boca Juniors             | 1                        | 1 | 2 (4) |                   |                  |                  |                  |                  |  |    |                         |                  |                  |                  |                  |  |   |                   |                  |                  |                  |                  |  |
|  | 6                        | Boca Juniors             | 6                        | Boca Juniors             | 1                        | 1 | 2 (4) | 2                 | 3                | 5                |                  |                  |  |    |                         |                  |                  |                  |                  |  |   |                   |                  |                  |                  |                  |  |
|  | 6                        | Boca Juniors             |                          |                          |                          |   |       |                   |                  | 5                |                  |                  |  |    |                         |                  |                  |                  |                  |  |   |                   |                  |                  |                  |                  |  |
|  | 11                       | Cerro Porteño            | 1                        | 1                        | 2                        |   |       |                   |                  |                  |                  |                  |  |    |                         |                  |                  |                  |                  |  |   |                   |                  |                  |                  |                  |  |
|  | 11                       | Cerro Porteño            | 1                        | 1                        | 2                        |   |       |                   |                  |                  |                  |                  |  |    |                         |                  |                  |                  |                  |  |   |                   |                  |                  |                  |                  |  |
|  |                          |                          |                          |                          |                          |   |       |                   |                  |                  |                  |                  |  |    |                         |                  |                  |                  |                  |  |   |                   |                  |                  |                  |                  |  |

- Nota: En cada llave, el equipo con el menor número de orden es el que definió la serie como local.

### Octavos de final
| 26 de abril de 2016, 19:30 (UTC-3) | Huracán | 0:0     | Atlético Nacional | Estadio Tomás Adolfo Ducó, Buenos Aires                    |                                                            |
|                                    |         | Reporte |                   | Asistencia: 20 000 espectadores Árbitro(s): Patricio Polic | Asistencia: 20 000 espectadores Árbitro(s): Patricio Polic |

| 3 de mayo de 2016, 19:45 (UTC-5) | Atlético Nacional                           | 4:2 (1:1) | Huracán                  | Estadio Atanasio Girardot, Medellín                     |                                                         |
|                                  | Ibarbo 23' · Guerra 58', 67' · Copete 90+2' | Reporte   | Espinoza 25' · Ábila 76' | Asistencia: 44 169 espectadores Árbitro(s): José Argote | Asistencia: 44 169 espectadores Árbitro(s): José Argote |

| 27 de abril de 2016, 21:45 (UTC-3) | Grêmio | 0:1 (0:1) | Rosario Central | Arena do Grêmio, Porto Alegre                                    |                                                                  |
|                                    |        | Reporte   | Ruben 13'       | Asistencia: 34 621 espectadores Árbitro(s): Víctor Hugo Carrillo | Asistencia: 34 621 espectadores Árbitro(s): Víctor Hugo Carrillo |

| 5 de mayo de 2016, 19:15 (UTC-3) | Rosario Central            | 3:0 (2:0) | Grêmio | Estadio Gigante de Arroyito, Rosario                        |                                                             |
|                                  | Ruben 4' 23' · Donatti 56' | Reporte   |        | Asistencia: 48 000 espectadores Árbitro(s): Enrique Cáceres | Asistencia: 48 000 espectadores Árbitro(s): Enrique Cáceres |

| 27 de abril de 2016, 19:30 (UTC-3) | Racing Club | 0:0     | Atlético Mineiro | Estadio Presidente Perón, Buenos Aires                     |                                                            |
|                                    |             | Reporte |                  | Asistencia: 28 000 espectadores Árbitro(s): Julio Quintana | Asistencia: 28 000 espectadores Árbitro(s): Julio Quintana |

| 4 de mayo de 2016, 21:45 (UTC-3) | Atlético Mineiro        | 2:1 (1:1) | Racing Club | Estadio Raimundo Sampaio, Belo Horizonte                     |                                                              |
|                                  | Carlos 15' · Pratto 71' | Reporte   | López 21'   | Asistencia: 34 000 espectadores Árbitro(s): Daniel Fedorczuk | Asistencia: 34 000 espectadores Árbitro(s): Daniel Fedorczuk |

| 28 de abril de 2016, 21:45 (UTC-3) | São Paulo                                    | 4:0 (2:0) | Toluca | Estadio Morumbi, São Paulo                                   |                                                              |
|                                    | Bastos 26' · Centurión 44', 60' · Mendes 52' | Reporte   |        | Asistencia: 53 200 espectadores Árbitro(s): Jonathan Fuentes | Asistencia: 53 200 espectadores Árbitro(s): Jonathan Fuentes |

| 4 de mayo de 2016, 21:45 (UTC-5) | Toluca                        | 3:1 (1:0) | São Paulo  | Estadio Nemesio Díez, Toluca de Lerdo                        |                                                              |
|                                  | Uribe 17', 86' · Triverio 60' | Reporte   | Bastos 50' | Asistencia: 10 000 espectadores Árbitro(s): Wilson Lamouroux | Asistencia: 10 000 espectadores Árbitro(s): Wilson Lamouroux |

| 26 de abril de 2016, 20:15 (UTC-4:30) | Deportivo Táchira | 1:0 (0:0) | Pumas UNAM | Polideportivo de Pueblo Nuevo, San Cristóbal                |                                                             |
|                                       | Mosquera 50'      | Reporte   |            | Asistencia: 20 500 espectadores Árbitro(s): Óscar Maldonado | Asistencia: 20 500 espectadores Árbitro(s): Óscar Maldonado |

| 3 de mayo de 2016, 21:45 (UTC-5) | Pumas UNAM             | 2:0 (1:0) | Deportivo Táchira | Estadio Olímpico Universitario, Ciudad de México           |                                                            |
|                                  | Herrera 12' · Sosa 80' | Reporte   |                   | Asistencia: 30 000 espectadores Árbitro(s): Patricio Polic | Asistencia: 30 000 espectadores Árbitro(s): Patricio Polic |

| 28 de abril de 2016, 17:30 (UTC-5) | Independiente del Valle         | 2:0 (0:0) | River Plate | Estadio Olímpico Atahualpa, Quito                       |                                                         |
|                                    | José Angulo 63' · Sornoza 90+1' | Reporte   |             | Asistencia: 30 000 espectadores Árbitro(s): Héber Lopes | Asistencia: 30 000 espectadores Árbitro(s): Héber Lopes |

| 4 de mayo de 2016, 19:15 (UTC-3) | River Plate | 1:0 (0:0) | Independiente del Valle | Estadio Monumental, Buenos Aires                          |                                                           |
|                                  | Caicedo 78' | Reporte   |                         | Asistencia: 50 000 espectadores Árbitro(s): Wilmar Roldán | Asistencia: 50 000 espectadores Árbitro(s): Wilmar Roldán |

| 27 de abril de 2016, 21:45 (UTC-3) | Nacional | 0:0     | Corinthians | Estadio Gran Parque Central, Montevideo                      |                                                              |
|                                    |          | Reporte |             | Asistencia: 26 500 espectadores Árbitro(s): Patricio Loustau | Asistencia: 26 500 espectadores Árbitro(s): Patricio Loustau |

| 4 de mayo de 2016, 21:45 (UTC-3) | Corinthians                          | 2:2 (1:1) | Nacional                    | Arena Corinthians, São Paulo                              |                                                           |
|                                  | Lucca 14' · Marquinhos Gabriel 90+3' | Reporte   | N. López 4' · S. Romero 56' | Asistencia: 43 000 espectadores Árbitro(s): Néstor Pitana | Asistencia: 43 000 espectadores Árbitro(s): Néstor Pitana |

| 28 de abril de 2016, 20:45 (UTC-4) | Cerro Porteño | 1:2 (0:1) | Boca Juniors            | Estadio Defensores del Chaco, Asunción                       |                                                              |
|                                    | Domínguez 83' | Reporte   | Tévez 28' · Lodeiro 59' | Asistencia: 25 000 espectadores Árbitro(s): Francisco Chacón | Asistencia: 25 000 espectadores Árbitro(s): Francisco Chacón |

| 5 de mayo de 2016, 21:45 (UTC-3) | Boca Juniors                     | 3:1 (1:1) | Cerro Porteño | Estadio La Bombonera, Buenos Aires                         |                                                            |
|                                  | Tévez 3' · Pavón 72' · Pérez 88' | Reporte   | Rojas 12'     | Asistencia: 50 000 espectadores Árbitro(s): Wilton Sampaio | Asistencia: 50 000 espectadores Árbitro(s): Wilton Sampaio |

### Cuartos de final
| 12 de mayo de 2016, 21:45 (UTC-3) | Rosario Central | 1:0 (1:0) | Atlético Nacional | Estadio Gigante de Arroyito, Rosario                     |                                                          |
|                                   | Montoya 5'      | Reporte   |                   | Asistencia: 43 000 espectadores Árbitro(s): Sandro Ricci | Asistencia: 43 000 espectadores Árbitro(s): Sandro Ricci |

| 19 de mayo de 2016, 20:45 (UTC-5) | Atlético Nacional                        | 3:1 (1:1) | Rosario Central | Estadio Atanasio Girardot, Medellín                          |                                                              |
|                                   | Torres 45+2' · Guerra 50' · Berrío 90+5' | Reporte   | Ruben 9'        | Asistencia: 48 000 espectadores Árbitro(s): Daniel Fedorczuk | Asistencia: 48 000 espectadores Árbitro(s): Daniel Fedorczuk |

| 11 de mayo de 2016, 21:45 (UTC-3) | São Paulo  | 1:0 (0:0) | Atlético Mineiro | Estadio Morumbi, São Paulo                                |                                                           |
|                                   | Bastos 78' | Reporte   |                  | Asistencia: 61 000 espectadores Árbitro(s): Wilmar Roldán | Asistencia: 61 000 espectadores Árbitro(s): Wilmar Roldán |

| 18 de mayo de 2016, 21:45 (UTC-3) | Atlético Mineiro        | 2:1 (2:1) | São Paulo  | Estadio Raimundo Sampaio, Belo Horizonte                 |                                                          |
|                                   | Cazares 6' · Carlos 11' | Reporte   | Maicon 14' | Asistencia: 31 000 espectadores Árbitro(s): Andrés Cunha | Asistencia: 31 000 espectadores Árbitro(s): Andrés Cunha |

| 17 de mayo de 2016, 19:45 (UTC-5) | Independiente del Valle | 2:1 (1:0) | Pumas UNAM   | Estadio Olímpico Atahualpa, Quito                          |                                                            |
|                                   | José Angulo 41' 54'     | Reporte   | Martínez 72' | Asistencia: 35 000 espectadores Árbitro(s): Mauro Vigliano | Asistencia: 35 000 espectadores Árbitro(s): Mauro Vigliano |

| 24 de mayo de 2016, 19:45 (UTC-5) | Pumas UNAM                      | 2:1 (2:0) (3:5 p.)         | Independiente del Valle                           | Estadio Olímpico Universitario, Ciudad de México                 |                                                                  |
|                                   | Sosa 15', 17'                   | Reporte                    | Sornoza 65'                                       | Asistencia: 45 000 espectadores Árbitro(s): Víctor Hugo Carrillo | Asistencia: 45 000 espectadores Árbitro(s): Víctor Hugo Carrillo |
|                                   |                                 | Tiros desde el punto penal |                                                   |                                                                  |                                                                  |
|                                   | Herrera · Ludueña · Sosa · Ruiz |                            | Cortez · Tellechea · José Angulo · Caicedo · Mina |                                                                  |                                                                  |

| 12 de mayo de 2016, 19:30 (UTC-3) | Nacional      | 1:1 (0:0) | Boca Juniors | Estadio Gran Parque Central, Montevideo                     |                                                             |
|                                   | Fernández 75' | Reporte   | Fabra 69'    | Asistencia: 27 450 espectadores Árbitro(s): Enrique Cáceres | Asistencia: 27 450 espectadores Árbitro(s): Enrique Cáceres |

| 19 de mayo de 2016, 20:15 (UTC-3) | Boca Juniors                                         | 1:1 (0:1) (4:3 p.)         | Nacional                                                     | Estadio La Bombonera, Buenos Aires                      |                                                         |
|                                   | Pavón 72'                                            | Reporte                    | Díaz 20'                                                     | Asistencia: 55 000 espectadores Árbitro(s): Héber Lopes | Asistencia: 55 000 espectadores Árbitro(s): Héber Lopes |
|                                   |                                                      | Tiros desde el punto penal |                                                              |                                                         |                                                         |
|                                   | Tévez · Díaz · Pérez · Insaurralde · Fabra · Carrizo |                            | Polenta · Victorino · Fernández · Porras · Romero · Carballo |                                                         |                                                         |

### Semifinales
| 6 de julio de 2016, 21:45 (UTC-3) | São Paulo | 0:2 (0:0) | Atlético Nacional | Estadio Morumbi, São Paulo                                 |                                                            |
|                                   |           | Reporte   | Borja 81', 88'    | Asistencia: 61 766 espectadores Árbitro(s): Mauro Vigliano | Asistencia: 61 766 espectadores Árbitro(s): Mauro Vigliano |

| 13 de julio de 2016, 19:45 (UTC-5) | Atlético Nacional | 2:1 (1:1) | São Paulo  | Estadio Atanasio Girardot, Medellín                        |                                                            |
|                                    | Borja 15' 77'     | Reporte   | Calleri 8' | Asistencia: 48 000 espectadores Árbitro(s): Patricio Polic | Asistencia: 48 000 espectadores Árbitro(s): Patricio Polic |

| 7 de julio de 2016, 19:45 (UTC-5) | Independiente del Valle       | 2:1 (0:1) | Boca Juniors | Estadio Olímpico Atahualpa, Quito                         |                                                           |
|                                   | Cabezas 61' · José Angulo 75' | Reporte   | Pérez 12'    | Asistencia: 38 000 espectadores Árbitro(s): Wilmar Roldán | Asistencia: 38 000 espectadores Árbitro(s): Wilmar Roldán |

| 14 de julio de 2016, 21:45 (UTC-3) | Boca Juniors    | 2:3 (1:1) | Independiente del Valle                      | Estadio La Bombonera, Buenos Aires                           |                                                              |
|                                    | Pavón 4', 90+1' | Reporte   | Caicedo 25' · Cabezas 49' · Julio Angulo 51' | Asistencia: 48 000 espectadores Árbitro(s): Daniel Fedorczuk | Asistencia: 48 000 espectadores Árbitro(s): Daniel Fedorczuk |

### Final
| Ida; 20 de julio de 2016, 19:45 (UTC-5) | Independiente del Valle | 1:1 (0:1) | Atlético Nacional | Estadio Olímpico Atahualpa, Quito                           |                                                             |
|                                         | Mina 86'                | Reporte   | Berrío 35'        | Asistencia: 38 500 espectadores Árbitro(s): Enrique Cáceres | Asistencia: 38 500 espectadores Árbitro(s): Enrique Cáceres |

| Vuelta; 27 de julio de 2016, 19:45 (UTC-5) | Atlético Nacional | 1:0 (1:0) | Independiente del Valle | Estadio Atanasio Girardot, Medellín                       |                                                           |
|                                            | Borja 8'          | Reporte   |                         | Asistencia: 48 545 espectadores Árbitro(s): Néstor Pitana | Asistencia: 48 545 espectadores Árbitro(s): Néstor Pitana |

|                                      |
| Bandera de Colombia                  |
| Campeón Atlético Nacional 2.º título |

## Estadísticas y premios

### Mejor Jugador
| Jugador          | Club              |
| ---------------- | ----------------- |
| Alejandro Guerra | Atlético Nacional |

### Goleadores
| Jugador          | Club                    | Goles | PJ |
| ---------------- | ----------------------- | ----- | -- |
| Jonathan Calleri | São Paulo               | 9     | 12 |
| Marco Ruben      | Rosario Central         | 8     | 8  |
| Ismael Sosa      | Pumas UNAM              | 8     | 8  |
| Junior Sornoza   | Independiente del Valle | 6     | 16 |
| José Angulo      | Independiente del Valle | 6     | 16 |
| Miguel Borja     | Atlético Nacional       | 5     | 4  |
| Fernando Uribe   | Toluca                  | 5     | 4  |
| Ramón Ábila      | Huracán                 | 5     | 9  |
| Carlos Tévez     | Boca Juniors            | 5     | 12 |

### Asistentes
| Jugador            | Club                    | Asistencias |
| ------------------ | ----------------------- | ----------- |
| Ganso              | São Paulo               | 5           |
| Marlos Moreno      | Atlético Nacional       | 4           |
| Luis Manuel Seijas | Santa Fe                | 4           |
| Junior Sornoza     | Independiente del Valle | 4           |
| Luís Leal          | Cerro Porteño           | 4           |
| Luan               | Grêmio                  | 4           |

### Equipo Ideal
| Equipo Ideal 2016 | Equipo Ideal 2016 | Equipo Ideal 2016       |
| Pos.              | Futbolista        | Equipo                  |
| ----------------- | ----------------- | ----------------------- |
| Guardameta        | Franco Armani     | Atlético Nacional       |
| Defensa           | Daniel Bocanegra  | Atlético Nacional       |
| Defensa           | Arturo Mina       | Independiente del Valle |
| Defensa           | Alexis Henríquez  | Atlético Nacional       |
| Defensa           | Frank Fabra       | Boca Juniors            |
| Centrocampista    | Sebastián Pérez   | Atlético Nacional       |
| Centrocampista    | Alejandro Guerra  | Atlético Nacional       |
| Centrocampista    | Junior Sornoza    | Independiente del Valle |
| Delantero         | Marlos Moreno     | Atlético Nacional       |
| Delantero         | Jonathan Calleri  | São Paulo               |
| Delantero         | José Angulo       | Independiente del Valle |